# Bollywood
Bollywood es el nombre empleado para la industria cinematográfica en idioma hindi, ubicada en Bombay, la ciudad más poblada de la India. El término es utilizado incorrectamente para referirse a toda la industria cinematográfica en la India; sin embargo, es únicamente una parte de la misma, que incluye otros muchos epicentros en otros idiomas. Este término, designado en la década de 1970, procede de un juego de palabras entre «Bombay» y «Hollywood», el centro de la industria cinematográfica de los Estados Unidos.
Esta palabra aparece reconocida en el Oxford English Dictionary. Fue usado por primera vez en los años 1970 por el historiador del cine Amit Khanna y la periodista Bevinda Collaco.
El conjunto formado por Bollywood y las filmaciones en lenguas como maratí, tamil, telugu, bengalí, canarés (kannada) y malayalam, constituyen el núcleo de la industria fílmica de la India. Bollywood es una pieza fundamental de la cultura popular de la India y el resto del subcontinente Indio.
La característica más representativa de las películas de Bollywood son sus escenas musicales. Por lo general, en cada película se incluyen cantos y danzas típicas del país, mezcladas con curiosas coreografías del pop occidental. Estas escenas aparecen siempre dobladas. Esto es propio de la tradición de esta industria fílmica, en la que primero se graban las escenas y luego se doblan todos los diálogos (es una práctica que facilita, asimismo, la posterior traducción a otras lenguas), lo que en la India (país plurilingüístico, donde se hablan dieciséis idiomas distintos ampliamente extendidos) resulta esencial. Las pistas musicales de las películas de Bollywood son producidas muchas veces por conocidos artistas. Hay entre ellos algunos famosos asiáticos como Nusrat Fateh Ali Khan, u occidentales como Andrew Lloyd Weber. Es costumbre que la música de una película se lance al mercado meses antes de la difusión del filme. Es una forma de promocionar el largometraje, ya que, de este modo, es esperado con mayor interés por el público.

## Historia sobre Bollywood

### Historia temprana
1. Elemento de lista numerada

En 1913 se estrenó Raja Harishchandra de Dadasaheb Phalke, la primera película india muda. En los años 1931 la industria produjo 200 películas al año. La primera película sonora Alam Ara (1931) resultó todo un éxito de taquilla. Después siguió la primera película en color Kisan Kanya (1937).

### La época de oro de Bollywood
La edad de oro del cine de Bollywood es de fines de la década del 40 y toda la de 1950 y 1960. Los directores Gurú Dutt y Raj Kapoor hicieron los dramas sociales y se estrenaron las películas épicas Madre India y Mughal-e-Azam. El cine paralelo se inició a los finales de los años 60 con los directores famosos Mani Kaul, Govind Nihalani y Shyam Benegal. En los 1970 las películas de acción se volvieron populares. Sharmila Tagore, Amitabh Bachchan, Dharmendra, Anil Kapoor, Hema Malini, Jaya Bachchan y Rekha fueron algunas de las estrellas más grandes de esta época.

### Volver a las películas románticas
En las décadas de los 80 y 90 llegó el máximo esplendor de Bollywood con producciones inolvidables y con el auge de los más renombrados y reconocidos actores y actrices del cine indio. El género de comedia romántica musical engloba a la mayoría de las producciones de esta época. Shah Rukh Khan y Kajol son tal vez la pareja de actores más conocida en Bollywood y las películas donde aparecen juntos son de las más recordadas: Kuch Kuch Hota Hai, Kabhi Khushi Kabhie Gham y Dilwale Dulhania Le Jayengue son una gran muestra de la belleza de los actores y de la calidad de Bollywood.
Es también esta época la del auge de los grandes Khan: el ya nombrado Shah Rukh, el reconocido Aamir y las nuevas estrellas Saif Ali y Salman. Es precisamente Salman Khan la otra gran estrella en el firmamento Bollywood. Con una innumerable lista de películas en su haber, destaca en su actuación la diversidad de sus papeles como las coestrellas con las que participa, siendo destacable su participación junto a Aishwarya Rai (Miss Mundo 1994) en Hum dil de chuke sanam y junto a Sushmita Sen (Miss Universo 1994) en Maine Pyaar Kyun Kiya.
Además de la figura de la mencionada Kajol, entre las actrices destacan nuevas estrellas como Rani Mukerji y Preity Zinta en Chori Chori Chupke Chupke, Karisma kapoor en Dil To Pagal Hai y Amisha Patel en Kahoo Naa Pyaar Hai. La Miss Mundo 1994 Aishwarya Rai se convirtió en la cara internacional del cine Indio en muchos países, entre sus películas no solo destacan el corte romántico y drama sino también películas de acción como Dhoom 2. Fue también la actriz India que incursionó en Hollywood.

### Bollywood en elSigloXXI
Con las estrellas de la época dorada aún en cartelera se dan películas como Bunty Aur Babli (2015), además Bollywood ve nacer nuevas revelaciones[cita requerida] con la consagración de Hrithik Roshan y nuevas luminarias como las jóvenes actrices Kareena Kapoor en bodyguard y Deepika Padukone en Om Shanti Om (2007). El nuevo siglo trae la incursión de Bollywood en mercados extranjeros con películas como Lagaan (2001), Devdas (2002), Historia de una Cortesana (2002), Kal Ho Naa Ho (2003), Veer-Zaara (2004), Mangal Pandey (2005) y Kabhi Alvida Naa Kehna (2006).

## Influencias
- Los textos épicos el Ramayana y el Mahabharata[10]
- El drama sánscrito antiguo
- El teatro folklórico de la India
- El teatro Parsi
- Los musicales de Hollywood
- La televisión musical (MTV)[10]

## La influencia de Bollywood

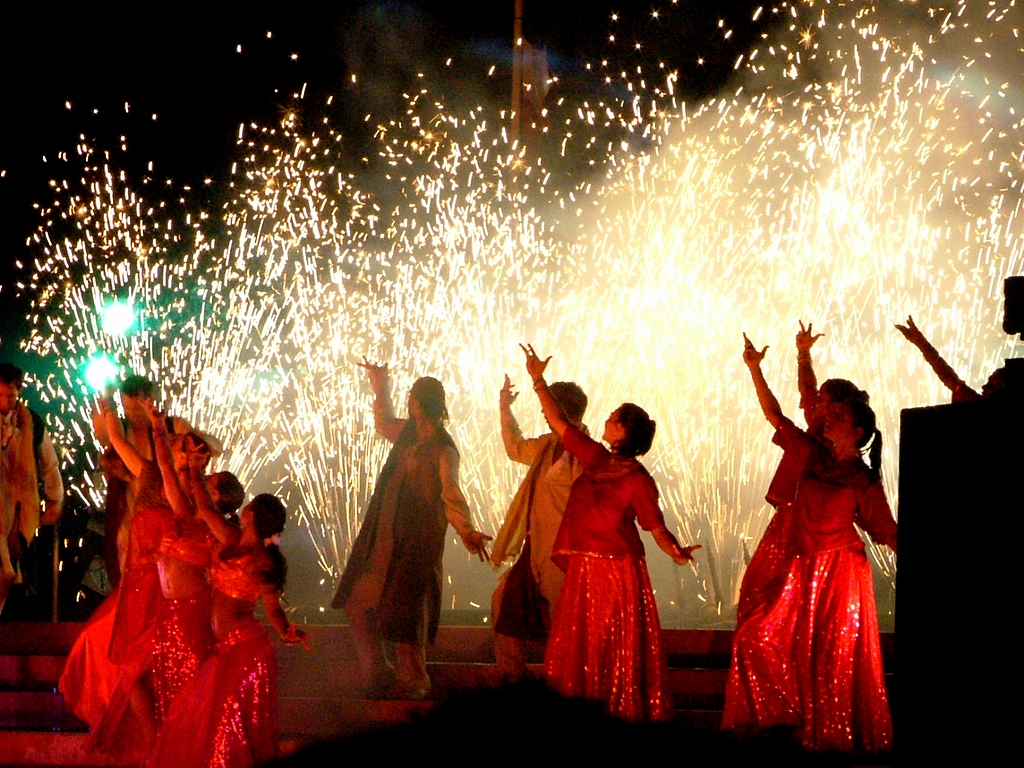
Bailarines de Bollywood.

### Cine y teatro
- La Reencarnación de Peter Proud (1975)[11]
- Moulin Rouge! (2001)[12]
- Bombay Dreams (2002)
- Hitch (2005)[13]
- The Love Guru (2008)
- Slumdog Millionaire (2008)[14][15][16]
- The Cheetah Girls: One World (2008)
- Johnny Bravo goes to Bollywood (2012)

### Música
- "Disco Dancer" (1988)
- "Addictive (2002)[17]
- "Don't Phunk with My Heart" (2005)[18]
- You've stolen my heart - Songs From R D Burman's Bollywood (2005)
- "Turntables" (2009)
- "Born This Way Bollywood Remix" (2011)
- "Hips Don't Lie ft. Wyclef Jean" (2006)
- "Lean On" (2015)

### Teleseries
- India, una historia de amor (2009-2010) Teleserie brasilera de Red Globo.

## Adaptaciones
En el cine indio es muy común realizar adaptaciones de películas extranjeras y fusionar temas de música populares.

### Guion
- Main Azaad Hoon (1989) copia de Meet John Doe (1941)[21]
- Satte Pe Satta (1982) copia de Siete novias para siete hermanos (1954)
- Kasoor (2001) copia de Al filo de la sospecha (1985)
- Raaz (2002) copia de What Lies Beneath (2000)
- Zinda (2006) copia de Oldboy (2003)[22]
- Banda Yeh Bindaas Hai (2010) copia de Mi primo Vinny (1992)[23]
- Knock Out (2010) copia de Phone Booth (2002)
- Kaante (2002) copia de Reservoir Dogs (1992)
- Bichoo (2000) copia de Léon: The Professional (1994)
- Agneepath (1990) copia de Scarface (1983)
- Dharmatma (1975) copia de El padrino (1972)
- Bas Ek Pal (2006) copia de Carne Trémula (1997)
- Nishabd (2007) copia de otras versiones de Lolita (partes basadas en la novela)
- Hari Puttar: A Comedy of Terrors (2008) copia de Home Alone.
- Guzaarish (El Ruego, 2010) copia de Mar Adentro (2004)
- Pyaar To Hona Hi Tha (1998) copia de French Kiss (1995)

### Música
- "Chura liya hai" de Yaadon Ki Baaraat (1973) - copia de la tema de If It's Tuesday, This Must Be Belgium (1969)
- "Dhoom Dhoom" de Dhoom (2004) - copia de "Mario Takes a Walk" por Jesse Cook[24]
- "Aao milo chale" y "Yeh Ishq Hai" de Jab We Met (2007) - copias de "Di belakangku" (Peterpan) y "Être une femme" (Anggun)[25]
- "Kaho na kaho" de Murder (2004) copia de "Tamally Ma'ak" de Amr Diab
- "The disco song" de Student of the year (2012) copia de "Disco deewane" de Nazia Hassan

## Escuelas de Bollywood
- Whistling Woods International
- Film and Television Institute of India
- Satyajit Ray Film and Television Institute
- Asian Academy of Film & Television

## Actores

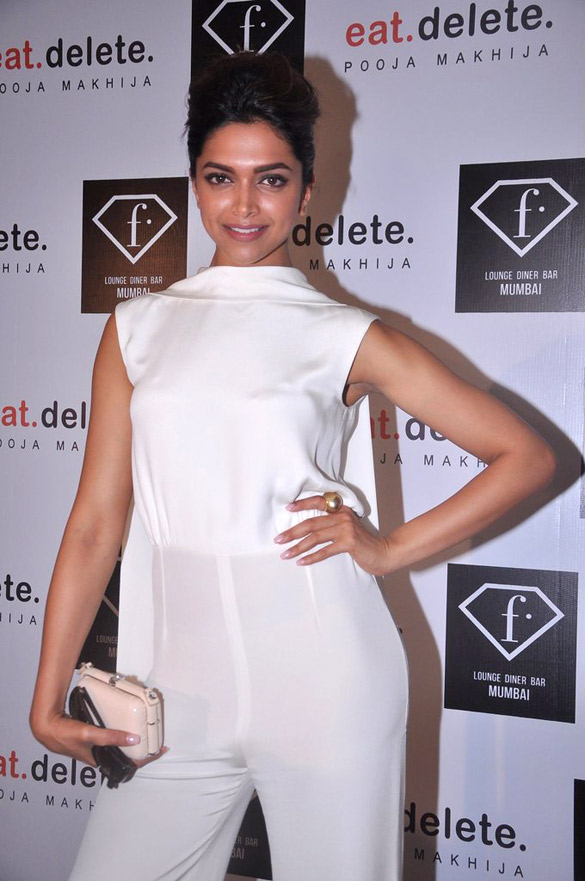
Deepika Padukone es una actriz famosa en Bollywood.

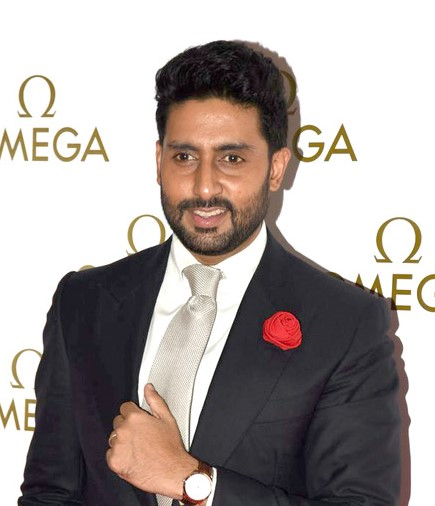
Abhishek Bachchan

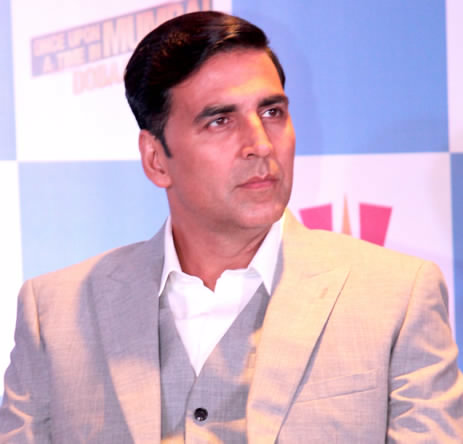
Akshay Kumar

- Rani MukerjiRani
- Shah Rukh Khan
- Anushka Sharma
- Kajol
- Hrithik Roshan
- Sidharth Malhotra
- Ranbir Kapoor
- Alia Bhatt
- Akshay Kumar
- Kimi Katkar
- Aishwarya Rai
- Amitabh Bachchan
- Abhishek Bachchan
- Salman Khan
- Chiranjeevi
- Amisha Patel
- Raj Kapoor
- Dilip Kumar
- Dev Anand
- Antara Biswas
- Abhishek Bachchan
- Aamir Khan
- Saif Ali Khan
- Nargis
- Madhubala
- Jaya Bachchan
- Panchi Bora
- Shabana Azmi
- Genelia D'Souza
- Udita Goswami
- Shilpa Shetty
- Madhuri Dixit
- Juhi Chawla
- Rani Mukerji
- Preity Zinta
- Kaveri Jha
- Kareena Kapoor
- Priyanka Chopra

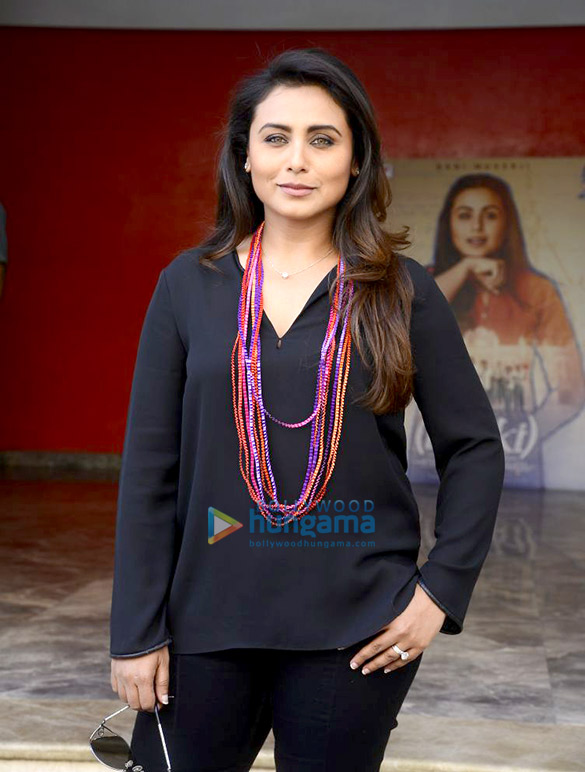
Rani

- Dharmendra y sus hijos Suny Deol Y Boby Deol
- Kabir Bedi
- Karisma Kapoor
- Rupak Ginn
- Manisha Koirala
- Deepti Daryanani
- Shama Sikander
- Shahid Kapoor
- Katrina Kaif
- Deepika Padukone
- Ranveer Singh
- Ajay Devgan
- Bipasha Basu
- Sushmita Sen
- Amrita Rao
- Zayed Khan
- Sonakshi Sinha
- Nora Fatehi
- Varun Dhawan
- Shradda Kapoor
- Tara Sutaria
- Salman Yusuff Khan

## Cineastas
- Mehboob Khan
- Satyajit Ray
- Raj Kapoor
- Ramesh Sippy
- Yash Chopra
- Karan Johar
- Sanjay Leela Bhansali
- Ram Gopal Varma
- Farah Khan
- Farhan Akhtar
- Ashutosh Gowariker

## Películas
- Hum Dil De Chuke Sanam (Sanjay Leela Bhansali)
- Singh Is Kinng (Akshay Kumar)
- Aan (Mehboob Khan)
- Andaz (Mehboob Khan)
- Sholay (Ramesh Sippy)
- Lagaan (Ashutosh Gowariker)
- Swades (Ashutosh Gowariker)
- Kal Ho Naa Ho (Nikhil Advani)
- Devdas (Sanjay Leela Bhansali)
- Black (Sanjay Leela Bhansali)
- Dilwale Dulhania Le Jayenge (Yash Chopra)
- Kabhi Khushi Kabhie Gham (Karan Johar)
- Kuch Kuch Hota Hai (Karan Johar)
- Apne (Dharmendra, Suny y Boby Deol)
- Zindagi Na Milegi Dobara (Zoya Akhtar)
- bodyguard (Salman Khan)
- Veer Zaara